# Țîtulea, Jovkva
Țîtulea (în ucraineană Цитуля) este un sat în comuna Kunîn din raionul Jovkva, regiunea Liov, Ucraina.

## Demografie
Componența lingvistică a localității Țîtulea
     Ucraineană (100%)
Conform recensământului din 2001, toată populația localității Țîtulea era vorbitoare de ucraineană (100%).